# Matanao, Davao del Sur

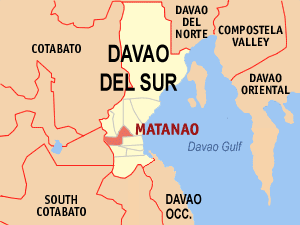
Bản đồ của Davao del Sur với vị trí của Matanao

Matanao là một đô thị hạng 3 ở tỉnh Davao del Sur, Philippines. Theo điều tra dân số năm 2000, đô thị này có dân số 46.916 người trong 9.859 hộ.

## Các đơn vị hành chính
Matanao được chia thành 33 barangay.
| - Asbang - Asinan - Bagumbayan - Bangkal - Buas - Buri - Camanchiles - Ceboza - Colonsabak - Dongan-Pekong - Kabasagan | - Kapok - Kauswagan - Kibao - La Suerte - Langa-an - Lower Marber - Cabligan (Managa) - Manga - New Katipunan - New Murcia - New Visayas | - Poblacion - Savoy - San Jose - San Miguel - San Vicente - Saub - Sinaragan - Sinawilan - Tamlangon - Towak - Tibongbong |